# Discopatia

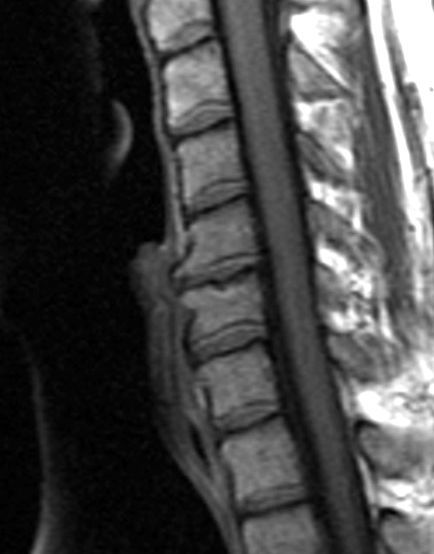
Risonanza magnetica della colonna vertebrale cervicale che mostra una discopatia

Per discopatia si intende una patologia a carico del disco intervertebrale.
La capsula fibrosa del disco, per degenerazione, riduce la sua elasticità e può presentare soluzioni di continuità che a volte lasciano fuoriuscire parte del nucleo polposo. In quest'ultimo caso si parla di ernia discale o protrusione, che possono provocare radicolopatia o compressione della dura madre.
Dal punto di vista clinico, nella maggioranza dei casi, una discopatia decorre in modo asintomatico.
Talvolta il nucleo polposo erniato può andare a comprimere le radici nervose che decorrono in prossimità, generando una sintomatologia dolorosa. Ciò avviene più frequentemente a livello cervicale con irradiazione del dolore lungo gli arti superiori (cervicobrachialgia), ed a livello lombare con irradiazione del dolore lungo gli arti inferiori (lombosciatalgia, comunemente detta sciatica).
Nella maggioranza dei casi si assiste ad un decorso benigno della discopatia, con spontaneo riassorbimento, per disidratazione, del nucleo polposo erniato, e regressione della sintomatologia. Tuttavia, in rari casi, la compressione sulle radici nervose da parte del nucleo polposo determina dei deficit neurologici (sensitivi e/o motori), per cui si rende necessario intervenire chirurgicamente.
In caso di disidratazione di tutti o molti dischi, si può incorrere però nella discopatia degenerativa. Essa può essere curata con diversi interventi, avendo cura di non generare radicolopatia ulteriore, stenosi spinale, mielopatia o sindrome della cauda equina.